# Santa María Tonatitla
Santa María Tonatitla är en ort i Mexiko.   Den ligger i kommunen Tonanitla och delstaten Mexiko, i den sydöstra delen av landet, 30 km norr om huvudstaden Mexico City. Santa María Tonatitla ligger 2 248 meter över havet och antalet invånare är 5 859.
Terrängen runt Santa María Tonatitla är platt åt nordväst, men åt sydost är den kuperad. Runt Santa María Tonatitla är det mycket tätbefolkat, med 3 249 invånare per kvadratkilometer. Närmaste större samhälle är Ecatepec de Morelos, 8,1 km söder om Santa María Tonatitla. Runt Santa María Tonatitla är det i huvudsak tätbebyggt.